# Konrad Gaiser
Konrad Gaiser (* 26. November 1929 in Gerstetten; † 3. Mai 1988 in Tübingen) war einer der bedeutenden Platon-Interpreten und Ordinarius für Klassische Philologie in Tübingen.

## Leben
Seine Schulzeit verbrachte Gaiser an den Seminaren in Maulbronn und Blaubeuren. Nach dem Abitur studierte er in Tübingen, Basel, München und Rom die Fächer Griechisch, Latein, Geschichte und Philosophie. 1955 wurde er mit der Dissertation Protreptik und Paränese bei Platon promoviert. Er habilitierte sich 1960 über Platons ungeschriebene Lehre. Als Schüler von Wolfgang Schadewaldt wurde Gaiser dessen Nachfolger als Ordinarius für Klassische Philologie an der Universität Tübingen. 1970 übernahm er das von Georg Picht begründete Platon-Archiv und holte es von Hinterzarten nach Tübingen. Von 1974 bis zu seinem Tod war Gaiser auch der Erste Vorsitzende der Heidelberger Kommission für das Goethe-Wörterbuch und hatte damit die wissenschaftliche Leitung im Namen der Kommission inne. Der Heidelberger Akademie der Wissenschaften gehörte er seit 1974 als ordentliches Mitglied an. Seit 1984 war er korrespondierendes Mitglied der Braunschweigischen Wissenschaftlichen Gesellschaft. Konrad Gaiser starb im 59. Lebensjahr unbemerkt in einer Tübinger Klinik an den Folgen seines zweiten Herzinfarkts. Er fand seine letzte Ruhestätte auf dem Tübinger Bergfriedhof.

## Forschung und Lehre
Einer der Forschungsschwerpunkte, mit denen sich Gaiser intensiv beschäftigte, war Platons ungeschriebene Lehre. Der Philosoph selbst hatte seine veröffentlichten Dialoge als Spiel bezeichnet. Sein Schüler Aristoteles hatte ausdrücklich behauptet, dass es neben den veröffentlichten Schriften Platons noch eine ungeschriebene Lehre gegeben habe. In der zweiten Hälfte des 20. Jahrhunderts war diese Frage das zentrale Thema der Forschung zur älteren Philosophiegeschichte. Konrad Gaiser hat sich maßgeblich darum bemüht, diese ungeschriebene Lehre zu rekonstruieren:

„Konrad Gaiser hat in seinen Neapler Vorlesungen ‚Platone come scrittore filosofico‘ 1984 überzeugend dargelegt, daß die von ihm vertretene esoterische Position die textimmanente Esoterik widerspruchsfrei integrieren kann: Platon konnte, sagt Gaiser, sowohl bestimmte Lehrmeinungen von der Verschriftlichung überhaupt ausschließen als auch bestimmte andere Einsichten mittels der indirekten Mitteilungsart zwischen den Zeilen nur den Verständigen vermitteln. Die beiden Entscheidungen des Autors kommen nirgends in Konflikt miteinander, ergänzen sich vielmehr sinnvoll. Und hier zeigt sich die Überlegenheit von Gaisers hermeneutischem Standpunkt: er vertritt die umfassendere und vorurteilsfreiere Dialogtheorie, die weder blind ist für die von Schleiermacher aufgezeigten Vorzüge der indirekten Mitteilung noch dazu verurteilt ist, die umfangreiche historische Überlieferung zum mündlichen Platon über Bord zu werfen …“

## Schriften
- Konrad Gaiser: Platons ungeschriebene Lehre. Klett-Cotta, Stuttgart 1963, 3. Auflage 1998, ISBN 3-608-91911-2.
- Konrad Gaiser: Gesammelte Schriften. Hrsg. von Thomas A. Szlezák. Academia-Verlag, Sankt Augustin 2004, ISBN 3-89665-188-9.
- Konrad Gaiser: Das Altertum und jedes neue Gute. Kohlhammer, Stuttgart 1970.
- Landesanstalt für Erziehung und Unterricht, Stuttgart (Hrsg.): Goethe. Bilder aus seinem Leben. Texte des Lebensganges von Konrad Gaiser. 12. Auflage. Schreiber, Stuttgart 1969.